# Cases e Montdenard
Cases e Montdenard (en francès Cazes-Mondenard) és un municipi francès situat al departament de Tarn i Garona i a la regió d'Occitània.

## Demografia
| 1962                                       | 1968  | 1975  | 1982  | 1990  | 1999  | 2007  |
| ------------------------------------------ | ----- | ----- | ----- | ----- | ----- | ----- |
| 1.642                                      | 1.706 | 1.514 | 1.342 | 1.307 | 1.237 | 1.208 |
| Des de 1962: població sense dobles comptes |       |       |       |       |       |       |

## Administració
| Període | Identitat     | Partit        |
| ------- | ------------- | ------------- |
| 2001-   | Hervé Andrieu | Divers droite |